# Биљана Ристић
Биљана Ристић (29. мај 1950) српска је имитаторка, водитељка тв емисија и пјевачица. Наступала је у југословенским тв серијама и забавним емисијама. Изабрана је за Мис Југославије 1972. године.

## Биографија
Деда, по мајци, јој је био Др Душан Радић, по коме носи назив библиотека у Врњачкој Бањи. Отац јој је шездесетих година 20. вијека радио као југословенски дипломата у Отави, Канада, а затим у Њујорку, гдје се школовала. По повратку из дипломатске мисије у Југославију, умире јој отац. Проглашена је за Мис Југославије 1972. године. Седамдесетих и осамдесетих је наступала у југословенским забавним емисијама, и стекла популарност као музички имитатор под надимком „Биља Ристић, жена са хиљаду лица“. Често ја наступала са Седморицом младих. Удала се за генералног директора Телевизије Београд Душана Митевића. Године 1999. је са мужем и сином Адамом као избјеглица отишла у Мађарску, да би јој супруг десет мјесеци касније преминуо.

## Улоге
| Год.  | Назив                | Улога        |
| ----- | -------------------- | ------------ |
| 1989. | Специјална редакција | Вишња        |
| 1986. | Добровољци           | Лола         |
| 1984. | Формула 1            | Биљана       |
| 1984. | Седам плус седам     | Биљана, Биља |